# Pando (cây)

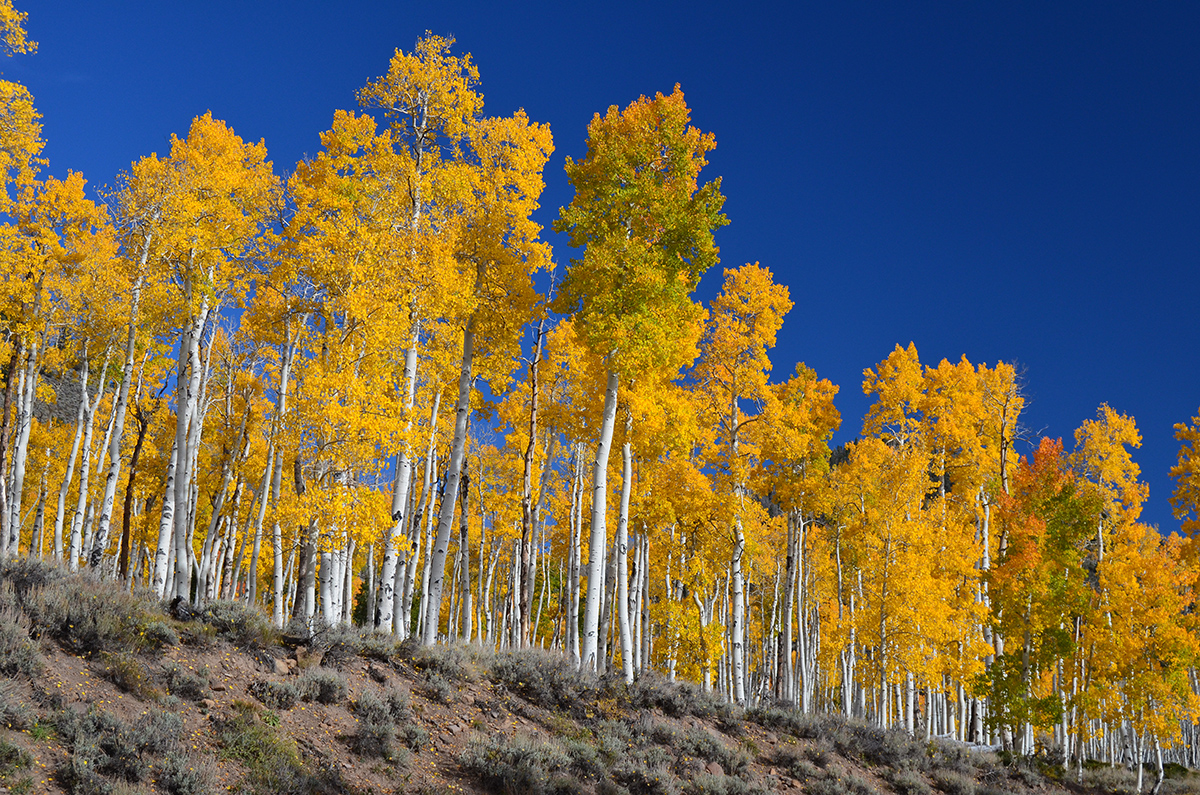
Khu rừng cây dương Pando tại Rừng quốc gia Fishlake

Pando (tiếng Latin có nghĩa "Tôi lan ra"), còn được gọi là người khổng lồ run rẩy (trembling giant), là một tập đoàn bản sao (clonal colony) của một cá thể cây dương rung đực (Populus tremuloides) được xác định là một sinh vật sống đơn lẻ bởi các dấu hiệu di truyền giống hệt nhau và được giả định có một hệ thống rễ ngầm khổng lồ. Vị trí của cây nằm tại Hạt Kiểm lâm Sông Fremont của Rừng Quốc gia Fishlake ở rìa phía tây của Cao nguyên Colorado, phía nam vùng trung tâm bang Utah, Hoa Kỳ, cách khoảng 1 dặm (1,6 km) về phía tây nam của Hồ Cá. Pando cư ngụ trên một diện tích rộng 43,6 hécta (108 mẫu Anh) và ước tính nặng 6.000.000 kilôgam (6.600 tấn Mỹ), khiến nó trở thành sinh vật nặng nhất được biết đến. Hệ thống rễ của Pando được ước tính có tuổi thọ vài nghìn năm tuổi, đưa Pando nằm trong số những sinh vật sống lâu đời nhất được biết đến.
Sự tồn tại lâu dài của Pando là không chắc chắn do sự kết hợp của các yếu tố bao gồm hạn hán, sự phát triển của con người, chăn thả gia súc và ngăn chặn hoả hoạn. Liên minh Cây dương phía Tây (Western Aspen Alliance) đang nghiên cứu về cây này trong nỗ lực cứu chữa với sự hợp tác của Sở Lâm nghiệp Hoa Kỳ. Ở những khu vực của Pando thiếu hàng rào bảo vệ đầy đủ, động vật ăn cỏ đã ngăn cản Pando phát triển đủ thân non để thay thế hoàn toàn các thân già hiện có khi chúng chết. Sự suy giảm trong việc phát triển thêm các thân non bắt đầu vào những năm 1980 và chủ yếu là do hươu la (Odocoileus hemionus), mặc dù Pando cũng phải chịu ảnh hưởng bởi sự chăn thả hạn chế của bò nhà (Bos taurus) và có khả năng bị nai sừng xám (Cervus canadensis) gặm mất các cành non.

## Lịch sử
Pando được phát hiện vào năm 1976 bởi Jerry Kemperman và Burton Barnes. Michael Grant, Jeffrey Litton và Yin Linhart thuộc Đại học Colorado tại Boulder đã kiểm tra lại sinh vật bản sao này vào năm 1992, đặt tên cho nó là Pando và tuyên bố nó là sinh vật lớn nhất thế giới tính theo trọng lượng. Cả hai nhóm nghiên cứu đều mô tả Pando là một sinh vật sinh sản vô tính đơn lẻ dựa trên các đặc điểm hình thái của nó. Việc lấy mẫu và phân tích gen vào năm 2008 bởi Jennifer DeWoody, Carol Rowe, Valerie Hipkins, và Karen Mock của Đại học Tiểu bang Utah và Đại học Southampton đã xác nhận cho các phân tích trước đó và tăng kích thước ước tính của bản sao vô tính từ 43,3 lên 43,6 ha. Paul Rogers và Darren McAvoy, cũng thuộc Đại học Tiểu bang Utah, đã hoàn thành bản đánh giá toàn diện đầu tiên về tình trạng của Pando vào năm 2018 và nhấn mạnh tầm quan trọng của việc giảm thiểu việc hươu la ăn cây để bảo tồn Pando cho tương lai. Rogers và Jan Šebesta đã khảo sát các thảm thực vật khác bên trong Pando ngoài cây dương vào năm 2019, tìm kiếm hỗ trợ bổ sung cho kết luận trong năm 2018 của họ rằng các tác động qua lại giữa thói quen gặm cành non và việc quản lý trong quá khứ cũng như hiện tại đã có những tác động tiêu cực đến khả năng phục hồi lâu dài của Pando.

Trong khi Pando là bản sao cây dương lá rung lớn nhất được biết đến và tuổi thọ của nó đã nhận được sự chú ý đáng kể, thì những bản sao lớn và già khác vẫn tồn tại. Theo báo cáo của Tổ chức Hợp tác và Phát triển Kinh tế (OECD) năm 2000:
Các nhóm bản sao vô tính của P. tremuloides ở miền đông Bắc Mỹ rất phổ biến, nhưng nhìn chung có kích thước nhỏ hơn 0,1 ha, trong khi ở các khu vực của Utah, các nhóm lớn tới 80 ha đã được quan sát thấy (Kemperman và Barnes, 1976). Ở vùng bán khô hạn của miền tây Hoa Kỳ, một số người cho rằng việc có thêm cây con trên diện rộng đã không xảy ra kể từ đợt băng giá cuối cùng, khoảng 10.000 năm trước (Einspahr và Winton 1976, McDonough 1985). Thật vậy, một số nhà sinh vật học cảm thấy rằng những bản sao vô tính ở miền Tây có thể có tuổi đời lên tới 1 triệu năm (Barnes 1966, 1975).

Năm 2006, Cục Bưu chính Hoa Kỳ xuất bản một con tem để tưởng nhớ cây dương lá rung này, gọi nó là một trong bốn mươi "Kỳ quan của Hoa Kỳ".

## Kích thước và độ tuổi
Tập đoàn bản sao cây dương này nằm trên diện tích 43,6 hécta (108 mẫu Anh), nặng gần 6.000 tấn (6.600 tấn Mỹ), và có hơn 40.000 cuống lá (thân), chúng chết riêng lẻ và được thay thế bằng các cuống mới mọc từ rễ của nó. Hệ thống rễ được ước tính là có tuổi thọ vài nghìn năm tuổi với mô hình môi trường sống cho thấy tuổi tối đa là 14.000 năm. Các thân cây dương tiên thảo riêng lẻ thường không sống quá 100–130 năm và các khu vực trưởng thành của Pando đang đạt đến giới hạn này.
Mitton và Grant tóm tắt sự phát triển của các thân cây trong các bản sao vô tính cây dương:
... cây dương rung thường xuyên sinh sản thông qua một quá trình được gọi là phát triển chồi rễ (suckering). Một thân cây riêng lẻ có thể tạo ra các rễ bên mà trong điều kiện thích hợp, sẽ tạo ra các thân cây mọc thẳng khác; từ tất cả các quần thể hiện diện trên mặt đất, các thân mới trông giống như các cây riêng lẻ. Quá trình này được lặp lại cho đến khi một nhóm cây, nhìn giống như là các cây riêng lẻ, hình thành. Tập hợp nhiều thân cây này, được gọi là thân con (ramet), tất cả tạo thành một cá thể mang tính di truyền, đơn lẻ, thường được gọi là một bản sao vô tính.

### Phạm vi ước tính độ tuổi
Do sự thay thế liên tục của thân và rễ, không thể xác định tuổi tổng thể của một bản sao cây dương rung từ các vòng tăng trưởng. Trong trường hợp của Pando, người ta cho rằng tuổi của nó có thể lên đến 1 triệu năm. Tuổi của Pando thường được cho là 80.000 năm, nhưng tuyên bố này xuất phát từ trang web của Cục Công viên Quốc gia, trang này không cung cấp nguồn về số lượng của nó và không phù hợp với ước tính sau kỷ băng hà của Cục Kiểm lâm. Các sông băng liên tục hình thành trên Cao nguyên Hồ Cá trong vài trăm nghìn năm qua và thung lũng Hồ Cá do Pando chiếm đóng đã bị lấp đầy một phần bởi băng gần đây là cực đại băng hà cuối cùng. Do đó, việc có độ tuổi lớn hơn khoảng 16.000 năm đòi hỏi Pando phải sống sót sau ít nhất là thời kỳ băng hà Pinedale, một điều có vẻ khó xảy ra theo các ước tính di truyền hiện tại về tuổi của Pando và mô hình biến đổi khí hậu địa phương của Pando.

Các ước tính về tuổi của Pando cũng bị ảnh hưởng bởi những thay đổi trong hiểu biết về việc tạo lập các bản sao cây dương rung ở miền tây Bắc Mỹ. Các nguồn trước đó cho rằng việc nảy mầm và hình thành thành công cây dương rung trên các địa điểm mới là rất hiếm trong 10.000 năm qua và do đó, hệ thống rễ của Pando có thể đã hơn 10.000 năm tuổi. Tuy nhiên, những quan sát gần đây cho thấy việc tạo cây con của các bản sao cây dương lá mới là một việc thường xuyên xảy ra và có thể có khối lượng dồi dào trên các địa điểm bị cháy rừng. Những phát hiện này được tóm tắt trong Hệ thống Thông tin Hiệu ứng Lửa của Sở Lâm nghiệp Hoa Kỳ:
Kay đã ghi chép lại tài liệu về sự phát triển các cây dương rung con sau các trận hỏa hoạn năm 1986 và 1988 tương ứng tại các vườn quốc gia Grand Teton và Yellowstone. Ông nhận thấy cây con tập trung trong các khu vực địa hình lòng chảo và các địa hình trũng khác, các vũng nước ngầm (seep), các con suối, các mép hồ và các vùng ven sông bị cháy. Một vài cây con nằm rải rác khắp các vùng cháy rừng. Tại Vườn quốc gia Grand Teton, sự tạo lập cây con diễn ra mạnh mẽ nhất (950–2,700 cây con/ha) trong năm 1989, một năm ẩm ướt, nhưng hàng trăm đến hàng nghìn cây giống được thành lập mỗi năm bất chấp điều kiện khô hạn trong các năm 1986–1988 và 1990–1991. Các cây con sống sót qua một mùa hầu như chỉ xảy ra trên các bề mặt xảy ra cháy rừng nặng nề.